# Shirland
Shirland – wieś w Anglii, w hrabstwie Derbyshire, w dystrykcie North East Derbyshire. Leży 23 km na północ od miasta Derby i 200 km na północny zachód od Londynu.
Z Shirland pochodzi Niamh Emerson, brytyjska lekkoatletka, wieloboistka.